# Richalpheus palmeri
Richalpheus palmeri is een garnalensoort uit de familie van de Alpheidae. De wetenschappelijke naam van de soort is voor het eerst geldig gepubliceerd in 2006 door Anker & Jeng.